# Oblaten des hl. Franz von Sales

Wappen der Oblaten des hl. Franz von Sales. Der Wappenspruch Tenui nec dimittam bedeutet „Ich habe ihn erfasst und lasse nicht mehr los“. V+J bedeutet Vivat Jesus, „Es lebe Jesus“

Die Oblaten des hl. Franz von Sales (lateinisch Oblati Sancti Francisci Salesii, Ordenskürzel OSFS, nach lateinisch oblatus „dargebracht“) sind eine Ordensgemeinschaft in der römisch-katholischen Kirche. Sie wurden 1872 von Louis Brisson und Maria Salesia Chappuis in Troyes gegründet. 1875 erhielten sie die päpstliche Anerkennung.

## Aufgaben
Ihre Hauptaufgabe sehen die Oblaten darin, Lehre und Spiritualität des heiligen Franz von Sales zu leben und zu verbreiten. In der Ordensregel heißt es, die Oblaten hätten die Aufgabe, „die Nachfolge Christi und den Dienst der Kirche in der modernen Welt zu verwirklichen, indem sie die Lehre des hl. Franz von Sales leben und verbreiten. Der Dienst der Kirche kann alle Formen annehmen, die die Zeichen der Zeit verlangen.“ Dies geschieht vor allem in der Pfarrseelsorge, in Schule und Erziehung, sowie in der Missionsarbeit. Ein besonderes Tätigkeitsfeld stellt die Verbreitung der salesianischen Spiritualität mit Hilfe der modernen Kommunikationsmittel dar.

## Verbreitung

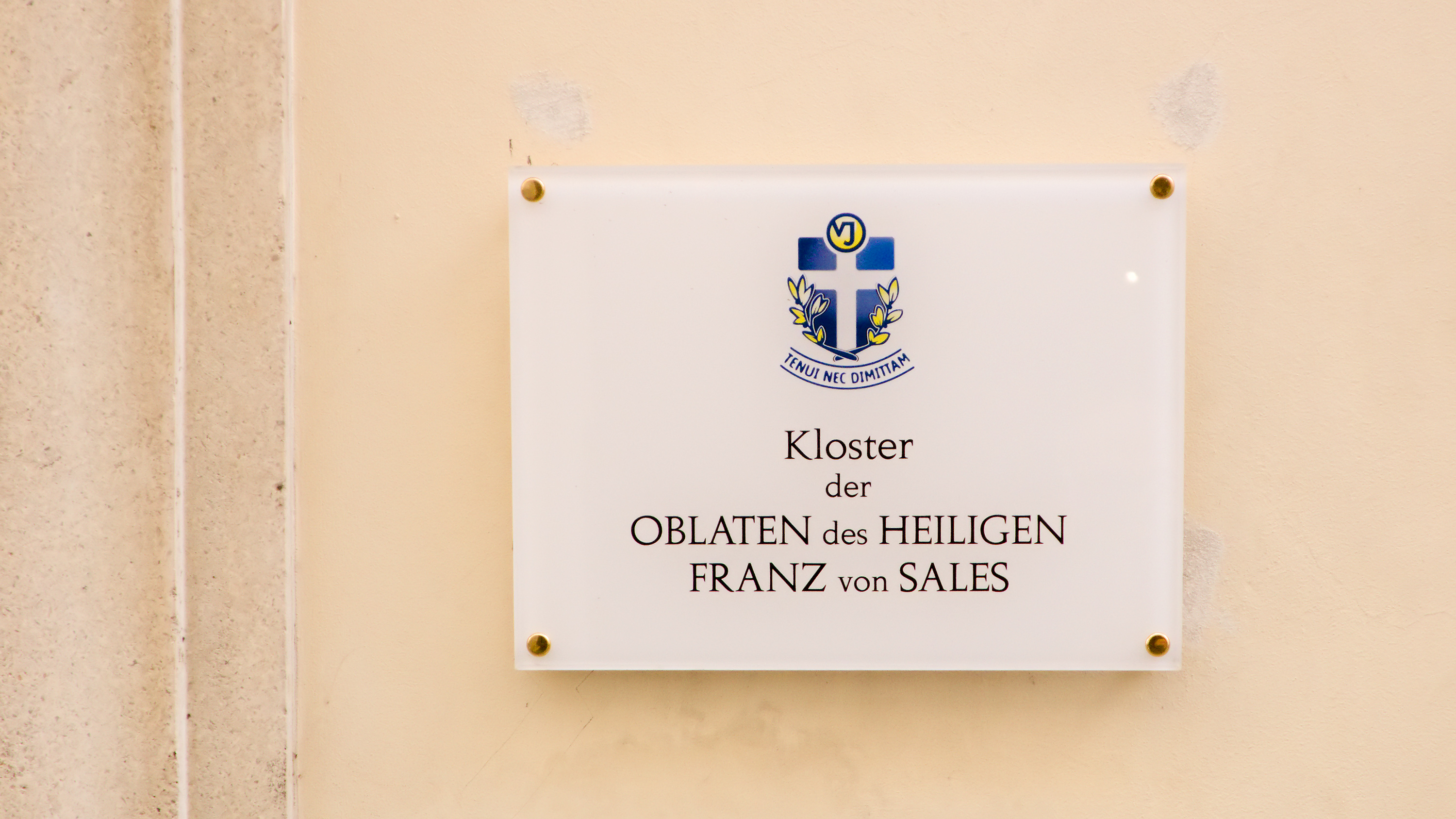
Eingang des Klosters in der Annagasse in Wien

Weltweit gibt es derzeit etwa 375 Oblaten (Stand: Januar 2025). Sie haben Niederlassungen auf vier Kontinenten, unter anderem in Deutschland, Österreich, Schweiz, Italien, Frankreich, den Niederlanden, den Vereinigten Staaten, Mexiko, Haiti, Brasilien, Uruguay, Ecuador, Benin, Elfenbeinküste, Namibia, Südafrika und Indien.
In Deutschland sind bzw. waren die Oblaten des hl. Franz von Sales vor allem in Bayern und Nordrhein-Westfalen tätig. Zentren sind dabei Eichstätt, Fockenfeld, Haus Overbach in Jülich-Barmen, Paderborn und Kloster Saarn Mülheim/Ruhr. In Österreich wirken sie vor allem in Wien, Nieder- und Oberösterreich. Zentren sind dabei Wien (Kirche St. Anna, Pfarre Franz von Sales, Kaasgrabenkirche, Pfarrkirche zum heiligen Franz von Sales), Schloss Dachsberg (Gymnasium), Pfarre Pöstlingberg.

## Weiblicher Zweig
Im Jahr 1866 wurden die Oblatinnen des Heiligen Franz von Sales gegründet.

## Liste der Generaloberen
| Lfd. Nr. | Stand   | Vorname Name          | Geburt | Herkunft                    | Beginn der Amtszeit | Ende der Amtszeit | Tod  | Bild                  |
| -------- | ------- | --------------------- | ------ | --------------------------- | ------------------- | ----------------- | ---- | --------------------- |
| 1        | Seliger | Louis Brisson (Louis) | 1817   | Frankreich                  | 1875                | 1908              | 1908 | Seliger Louis Brisson |
| 2        |         | Jean-Baptist Deshairs | 1846   | Frankreich                  | 1908                | 1921              | 1921 |                       |
| 3        |         | Joseph Lebeau         | 1860   | Frankreich, Österreich      | 1921                | 1925              | 1925 |                       |
| 4        |         | Pierre Berthet        | 1867   | Frankreich                  | 1925                | 1937              | 1937 |                       |
| 5        |         | Prosper Dufour        | 1874   | Frankreich                  | 1937                | 1949              | 1949 |                       |
| 6        |         | Domenico Balducelli   | 1886   | Italien                     | 1949                | 1961              | 1969 |                       |
| 7        |         | William Buckley       | 1907   | Vereinigte Staaten          | 1961                | 1970              | 1970 |                       |
| 8        |         | William Ward          | 1915   | Vereinigte Staaten          | 1970                | 1981              | 1981 |                       |
| 9        |         | Roger Balducelli      | 1919   | Italien                     | 1982                | 1994              | 2013 |                       |
| 10       |         | Lewis S. Fiorelli     | 1942   | Italien, Vereinigte Staaten | 1994                | 2006              |      |                       |
| 11       |         | Aldino José Kiesel    | 1958   | Brasilien                   | 2006                | 2018              |      |                       |
| 12       |         | Barry R. Strong       | 1955   | Vereinigte Staaten          | 2018                | amtierend         |      |                       |

## Bekannte Sales-Oblaten
- Willem Christiaans (* 1961), Bischof von Keetmanshoop in Namibia
- Georg M. Fangauer (1887–1956), Gründer des George Fangauer Council, Duncan/Oklahoma[4]
- Andreas Laun (1942–2024), Weihbischof in Salzburg, Moraltheologe
- John Baptist Minder (1923–2009), Bischof von Keimoes-Upington
- Josef Pichler (* 1958), Komponist und Textdichter
- Franz Reisinger (1889–1973), Gründer des Säkularinstituts des heiligen Franz von Sales
- Benedict Schmitz (1935–2015), Künstler, Maler und Autor (gestaltete zahlreiche Kirchen, Altarräume, Kirchenfenster, Sakralgewänder, Kreuzwege sowie eine Vielzahl an Mosaiken)
- Josef Zeininger (1916–1995), Bischofsvikar für die Stadt Wien und Begründer der Katholischen Arbeiterjugend in Österreich

## Internationale Kommission für Salesianische Studien

Offizielles Logo der Internationalen Kommission für Salesianische Studien (ICSS)

1976 gründeten die Oblaten des hl. Franz von Sales die Internationale Kommission für Salesianische Studien (ICSS). Diese Kommission hat die Aufgabe, auf internationaler Ebene die Verbreitung der salesianischen Spiritualität zu koordinieren und salesianische Projekte zu finanziellen Förderung vorzuschlagen. In einem zweimal jährlich erscheinenden Magazin, dem ICSS-Rundbrief, das mittlerweile in sechs Sprachen übersetzt wird, informiert ICSS über das weltweite Engagement der salesianischen Familie. Die Kommission setzt sich aus vier Ordensmännern zusammen, die jeweils eine eigene Sprachgruppe vertreten: Englisch, Spanisch-Portugiesisch, Französisch-Italienisch und Deutsch-Niederländisch. Auf der Internetseite der ICSS, kann man die Ausgabe des ICSS-Rundbriefes lesen und erhält Informationen über Franz von Sales und die salesianische Spiritualität in verschiedenen Sprachen.